# 1445
Évszázadok: 14. század – 15. század – 16. század
Évtizedek: 1390-es évek – 1400-as évek – 1410-es évek – 1420-as évek – 1430-as évek – 1440-es évek – 1450-es évek – 1460-as évek – 1470-es évek – 1480-as évek – 1490-es évek
Évek: 1440 – 1441 – 1442 – 1443 –  1444 – 1445 – 1446 – 1447 – 1448 – 1449 – 1450

## Események
- május 28/30. – Aragóniai Ferdinánd calabriai herceg (1458-tól nápolyi király) feleségül veszi Chiaromontei Izabella copertinói grófnőt, Enghieni Mária özvegy nápolyi királyné unokáját.
- április – A pesti országgyűlés elismeri V. Lászlót királynak, feltéve ha III. Frigyes szabadon engedi a koronával együtt. Az ország területén főkapitányságokat jelölnek ki.
- november 12. – Széchy Ágoston kerül a győri püspöki székbe.[1]
- III. Frigyes elfoglalja Kőszeg várát.[2]
- Hunyadi János sikertelenül ostromolja Nikápolyt.[3]
- Dinis Diaz portugál hajós felfedezi a mai Szenegált és a Zöld-foki szigeteket.

### 1445 a tudományban
- A Bodleian Library (Bibliotheca Bodleiana) alapítása. (Az Oxfordi Egyetem kutatókönyvtára nevét arról a Sir Thomas Bodleyről kapta, aki a 16-17.század fordulóján újjáépítette, egyben újjászervezte a könyvtárat.)[4]

## Születések
- március 1. – Sandro Botticelli itáliai festőművész a korai reneszánsz képviselője. († 1510)
- Hayne van Ghizeghem, flamand zeneszerző.
- Gaspar van Weerbeke, flamand zeneszerző.

## Halálozások
- Oswald von Wolkenstein, tiroli zeneszerző, költő, diplomata, utazó
- Leonel Power, angol zeneszerző